# Goniocarsia
Goniocarsia é um gênero de traça pertencente à família Arctiidae.